# Haggate
Haggate – wieś w Anglii, w hrabstwie Lancashire, w dystrykcie Burnley. Leży 39 km na północ od miasta Manchester i 292 km na północny zachód od Londynu.